# Hamptjärnen (Umeå socken, Västerbotten, 709295-171652)
Hamptjärnen är en sjö i Umeå kommun i Västerbotten och ingår i Umeälvens huvudavrinningsområde. Utflödet mynnar i Kullabäcken, som längre nedströms byter namn till Tvärån.